# Allapatna, Arkalgud
Allapatna là một làng thuộc tehsil Arkalgud, huyện Hassan, bang Karnataka, Ấn Độ.